# Prolimnophila
Prolimnophila is een geslacht van steltmuggen (Limoniidae). Het geslacht telt één soort en komt voor in Canada en de Verenigde Staten.

## Soorten
- Prolimnophila areolata